# Illinois Speed Press

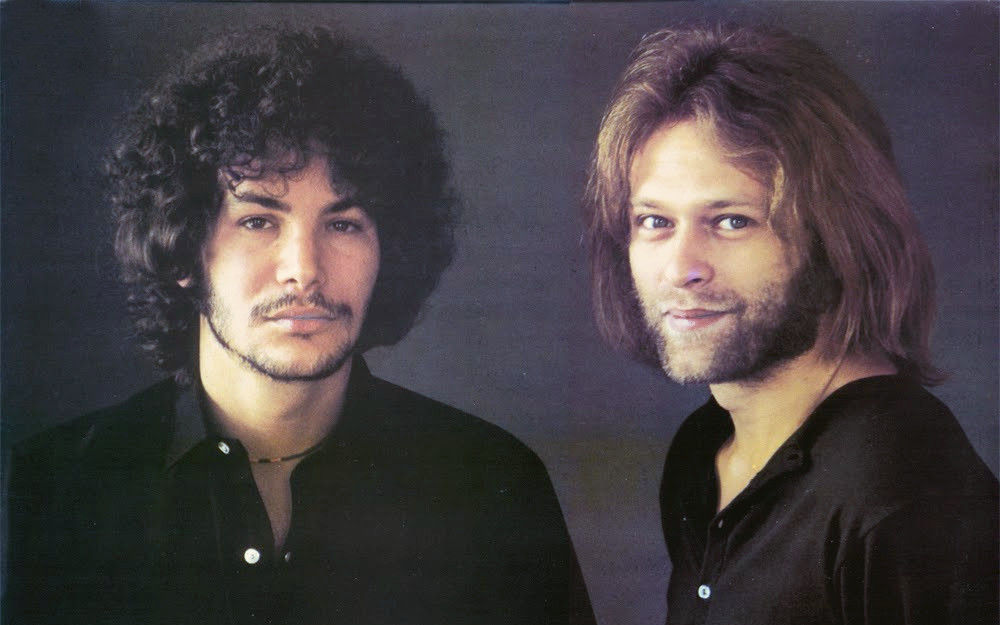
Illinois Speed Press etwa 1970

Illinois Speed Press war eine US-amerikanische Rockband, die 1965 in Chicago als „The Gentrys“ gegründet wurde und 1968 nach Los Angeles zog, wo sie sich „Illinois Speed Press“ nannte. Mit ihren zwei Leadgitarren spielte die Band eine Mischung aus Rock ’n’ Roll, Soul und Country-Musik. Nach zwei Alben löste sich die Gruppe 1970 auf.

## Geschichte
1965 gründete Paul Cotton (Gitarre) in Chicago die Band „The Gentrys“ mit Frank Bartell am Bass und Fred Page am Schlagzeug. Ihnen schlossen sich Kal David (Gitarre) und Mike Anthony (Keyboard) an. Cotton und David hatten vorher schon verschiedene Bandprojekte gehabt.
Um Verwechslungen mit The Gentrys aus Memphis zu vermeiden, änderten sie ihren Namen in „The Rovin’ Kind“. Sie machten einige Aufnahmen und veröffentlichten die Single Everybody. In einem regionalen Wettbewerb 1966 gewannen sie einen Auftritt 1967 in der Fernsehshow American Bandstand.
1967 verließ Bartell die Band, er wurde durch Keith Anderson ersetzt. The Rovin’ Kind wurden die Hausband des Clubs „Whisky a Go Go“ in Chicago. Hier sah sie der Musikproduzent James William Guercio, der sie für Epic Records verpflichtete. 1968 zogen sie nach Los Angeles und nannten sich jetzt „Illinois Speed Press“.
1968 traten sie regelmäßig im Whisky a Go Go in Hollywood auf und spielten auf dem Newport Pop Festival. 1969 erschien ihre Debütsingle Right on Time. Anderson wurde durch Rob Lewine ersetzt, bevor sie ihr erstes Album The Illinois Speed Press aufnahmen. Das Album erschien parallel mit den Debütalben von Chicago Transit Authority, The Flock und Aorta, die alle unter dem Slogan „Chicago Sound“ vermarktet wurden. Alle vier Alben konnten sich in den Billboard 200 platzieren; The Illinois Speed Press erreichte Platz 144.
Noch bevor das Album auf den Markt kam, feuerte Guercio Page, Anthony und später auch Lewine. Das zweite Album Duet wurde vom Duo Cotton und David mit Studiomusikern eingespielt, es erschien 1970. Kal David verließ Illinois Speed Press, um mit dem Bassisten Harvey Brooks The Fabulous Rhinestones zu gründen. Cotton wurde von Richie Furay zu Poco geholt, um Jim Messina zu ersetzen.
2009 traten Cotton und David wieder als Illinois Speed Press auf.

## Rezeption
Der musikalische Stil und die doppelte Leadgitarre nannten Ronnie Van Zant und Gary Rossington als Inspiration zur Gründung von Lynyrd Skynyrd.
Die beiden Alben von Illinois Speed Press wurden 2003 mit Bonustracks auf CD neu aufgelegt.

## Diskografie

### Alben
- 1969: The Illinois Speed Press
- 1970: Duet

### Singles
- 1969: Right on Time / Night People
- 1969: Get in the Wind / Get in the Wind, Pt. II
- 1970: Sadly out of Place / Country Dumplin’